# تل جنگی
تل جنگی مربوط به دوره ساسانیان - دوران‌های تاریخی پس از اسلام است و در شهرستان خرم بید، روستای قاضیان واقع شده و این اثر در تاریخ ۲۵ اسفند ۱۳۷۹ با شمارهٔ ثبت ۳۴۳۶ به‌عنوان یکی از آثار ملی ایران به ثبت رسیده است.